# Andrea Marcelli
Andrea Marcelli (Rome, 22 januari 1962) is een Italiaanse jazzpercussionist en componist.

## Biografie
Marcelli studeerde tot 1986 aan het Conservatorio L. Refice in Frosinone klassieke klarinet, jazzcompositie en arrangement. Bovendien bezocht hij clinics bij Tommy Campbell en Peter Erskine.
Tussen 1982 en 1988 werkte hij als drummer bij de Rai. Van 1989 tot 1997 woonde hij in Los Angeles, daarna in New York. In 2001 verhuisde hij naar Berlijn. Als sideman werkte hij o.a. met Don Menza, Marc Johnson, Gary Thomas, Alan Pasqua, Jeff Andrews, Billy Drews, Steve Tavaglione, Airto Moreira, Alex Acuña, Cameron Brown, Steve La Spina, John Patitucci, Harvie Swartz, Eric Marienthal, Frank Gambale, Alphonso Johnson, John Beasley, Andy Summers, Harold Land, Rez Abbasi, Scott Lee, John Leftwich, Michael Manring, Wolfgang Lackerschmid, Jon Hassell en Sirone.
Als orkestleider bracht Marcelli drie albums uit, waaronder soundtrackalbums met eigen composities. Hij produceerde het debuutalbum El sueno del navegante van Chema Vilchez, dat in 1996 werd onderscheiden door de Spaanse radio als «Beste jazzalbum van het jaar». In de film Mississippi Masala trad hij op als drummer. In Berlijn werkte hij samen met o.a. Markus Stockhausen, Simon Stockhausen, Palle Danielsson, Thomas Clausen, Arild Andersen en Ekkehard Wölk en trad hij op met de bands van Eberhard Weber, David Liebman, Hiram Bullock en Jeff Berlin.
Hij ondernam tournees door Scandinavië met Aviaja Lumholt, Paolo Russo en Bo Stief en gaf workshops in Japan. In 2006 trad hij op in Italië met Rick Margitza, in 2006 en 2008 met Thomas Clausen. 

## Discografie
- 1990: Silent Will met Wayne Shorter, Allan Holdsworth, Bob Berg, Mike Stern, Mitchel Forman, John Patitucci en Alex Acuña
- 1992: Oneness met Ralph Towner, Allan Holdsworth, Mike Mainieri, Marc Johnson, Bendik, Kei Akagi, Gary Thomas, Jimmy Johnson, Gary Willis, Mitchel Forman, Chuck Loeb, Sidinho Moreira en Frank Colon
- 2004: Beyond the Blue met Mitchel Forman, Eddie Gomez, Bob Mintzer en Mike Stern
- 2008: Sundance met Thomas Clausen en Davide Petrocca
- 2015: Stories met Frank Pilato, Mitchel Forman, Gary Willis en Jeff Berlin

- Gemeinsame Normdatei: 134860187
- International Standard Name Identifier: 0000 0000 5550 7969
- Library of Congress Control Number: no99026040
- MusicBrainz: 037896d4-7b4f-4335-971c-8562db88ff44
- Nationale Bibliotheek van Israël: 987007413773205171
- Virtual International Authority File: 21774895
- WorldCat: E39PBJtRFwfwWWRwDbTVwVgHYP